# Embolisation
L'embolisation est un procédé thérapeutique consistant en l'occlusion sélective de vaisseaux sanguins par l'injection d'un agent embolique. Elle est utilisée dans le traitement d'une large variété de pathologies et est généralement réalisée par un radiologue interventionnel.

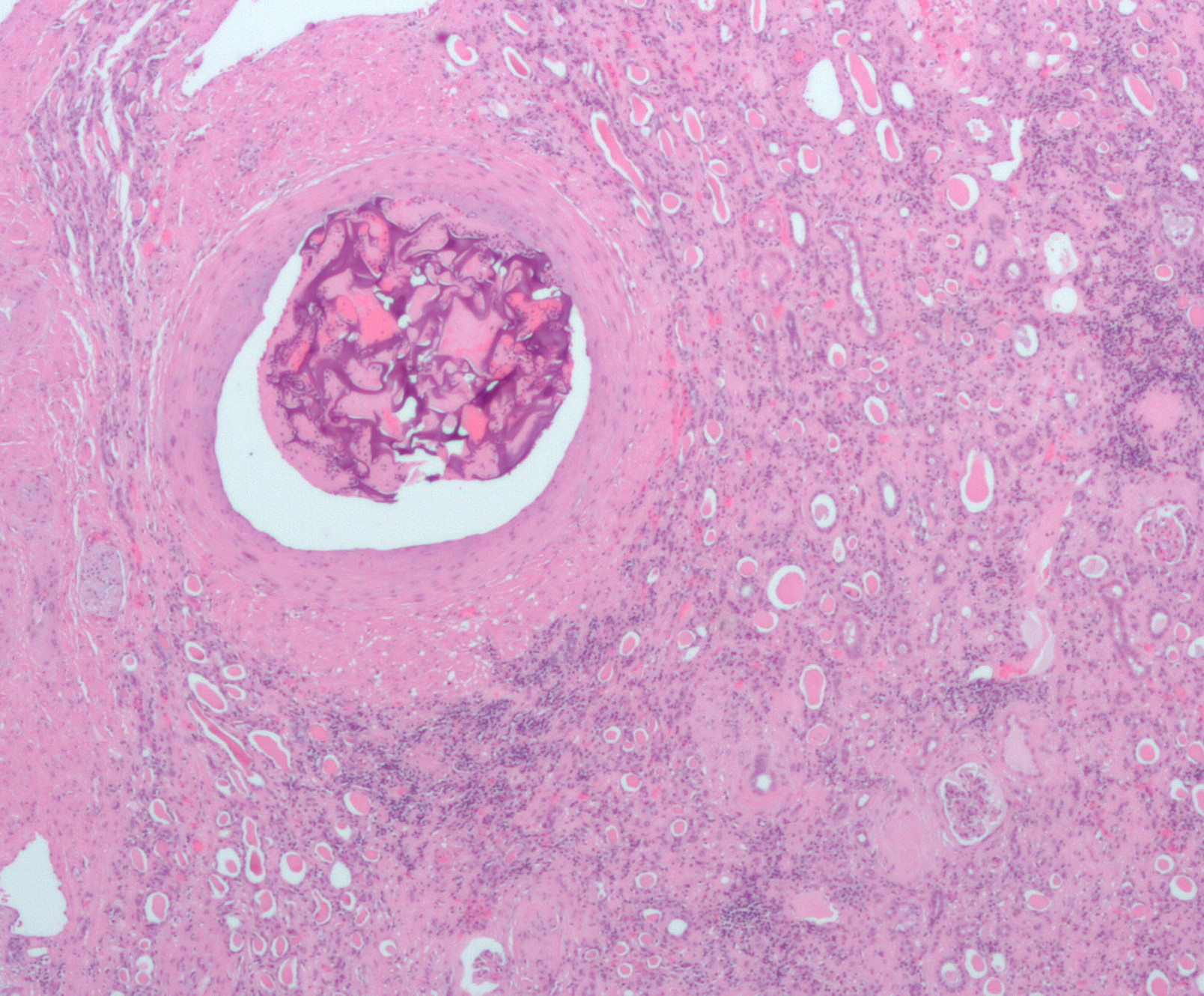
Coupe histologique montrant la présence d'agent embolique au sein d'une lumière artérielle (embolisation réalisée dans le cadre d'un carcinome rénal à cellules claires).

## Indications
Il peut s'agir d'arrêter un saignement comme dans le cas d'une hémoptysie, d'un épistaxis ou encore d'une hémorragie du post-partum.
L'embolisation peut également être utilisée dans le traitement de certaines tumeurs. Un radiologue interventionnel peut ainsi emboliser au niveau cervico-céphalique des méningiomes,, des paragangliomes,, ou encore des angiofibromes naso-pharyngés. L'embolisation de certaines tumeurs rénales est également pratiquée. 
Les tumeurs hépatiques peuvent aussi bénéficier de cette modalité thérapeutique et il est même possible de réaliser dans ce cas une chimio-embolisation intra-artérielle. L'occlusion des artères nourricières par l'agent embolique est alors associée à l'injection intra-tumorale d'une chimiothérapie.

## Agents emboliques
Les agents emboliques peuvent être liquides : copolymère d'alcool vinylique et d'éthylène (Onyx), cyanoacrylate de butyle (n-BCA), liquide d'embolisation (Precipitating Hydrophobic Injectable Liquid).
Il existe aussi des agents particulaires comme le Gelfoam, l'alcool polyvinylique ou les microsphères d'embolisation.
Enfin, on signalera la classe des dispositifs d'occlusion mécanique : coils et ballons détachables. Les coils sont généralement fait de platine et induisent la formation d'un thrombus à leur contact en raison de leur revêtement en polytéréphtalate d'éthylène.